# Домиця
Домиця — одна з найбільших печер Словацького карсту. Розташована біля словацько-угорського кордону, за 25 км від міста Рожнява. Разом із печерою Барадла з угорського боку створює систему печер Барадла—Домиця.
Як частина комплексу печер Словацького карсту, у 1995 році внесена до списку Всесвітньої спадщини ЮНЕСКО.

## Загальна інформація
Довжина печери на словацькій території — 5 368 м. Найдовша печера Словаччини, відкрита для відвідування. Вхід до печери розміщується на території національного парку «Словацький рай». Тут знімали словацький фільм-казку «Сіль дорожча за золото».

## Історія
Утворилася внаслідок діяльности річок Доміцький потік та Стикс. Приблизний вік печер — 200—300 мільйонів років. Близько 7 тис. років тому у печерах вперше з'явилися люди.